# Condado de Nyeri
El condado de Nyeri es un condado de Kenia.
Se sitúa al oeste del monte Kenia y su capital es el municipio de Nyeri. Aparte de Nyeri, existen en este condado otras dos autoridades locales: la villa de Othaya y el municipio de Karatina.
La población total del condado es de 661 156 habitantes según el censo de 2009. Es un condado principalmente rural, pues buena parte de su territorio se encuentra dentro de dos espacios naturales: el parque nacional de Aberdare al oeste y el parque nacional del Monte Kenia al este.

## Localización
Con un área de 3337,1 km², el condado tiene los siguientes límites:
| Noroeste: Condado de Nyandarua | Norte: Condado de Laikipia | Noreste: Condado de Meru      |
| Oeste: Condado de Nyandarua    |                            | Este: Condado de Kirinyaga    |
| Suroeste: Condado de Muranga   | Sur: Condado de Muranga    | Sureste: Condado de Kirinyaga |

## Demografía

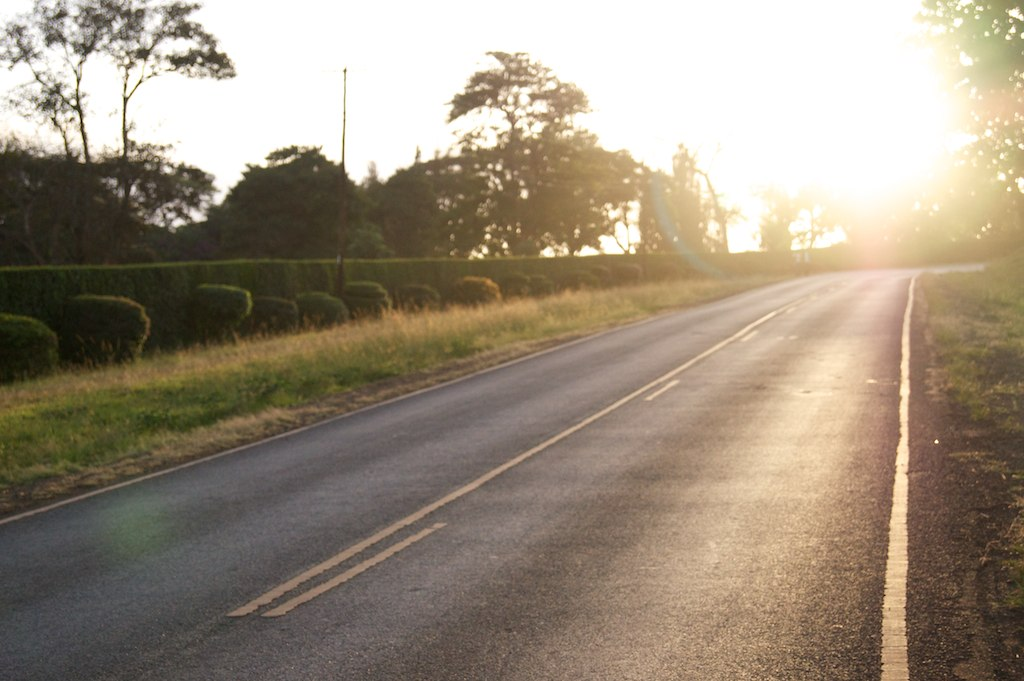
Una carretera en el condado de Nyeri.

La capital Nyeri es, con 125 357 habitantes en el censo de 2009, la única localidad del condado con una población relevante. El resto son zonas rurales.

## Transporte
La principal carretera del condado es la A2, que une Nairobi con la frontera etíope de Moyale pasando por Thika, Karatina y Marsabit. De esta carretera, que recorre el condado de Nyeri de sur a norte, sale a la altura de la capital condal hacia el noroeste la carretera B5, que lleva a Nyahururu y Nakuru.

## Patrimonio
La capital alberga la tumba de Baden-Powell.